# رادنی مک‌کری

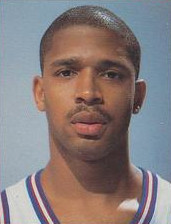
رادنی مک‌کری - ۱۹۸۸

رادنی مک‌کری (انگلیسی: Rodney McCray؛ زادهٔ ۲۹ اوت ۱۹۶۱) یک بازیکن بسکتبال اهل ایالات متحده آمریکا است.
از باشگاه‌هایی که در آن بازی کرده‌است می‌توان به دالاس ماوریکس، ساکرامنتو کینگز، شیکاگو بولز، و هیوستون راکتس اشاره کرد.